# Народна библиотека Мркоњић Град
Народна библиотека Мркоњић Град је градска јавна установа у Мркоњић Граду. Смјештена је у Дому културе у Мркоњић Граду. Намијењена је општем образовању и задовољоавању културних потреба становништва. Библиотека броји 21.856 наслова.

## Легати
У Народној библиотеци Мркоњић Град, 2014. године на крсну славу општине, и дан 11. мркоњићке лаке пјешадијске бригаде, 2. августа отворен је легат, књижевника Ђоке Стојичића. Стојичић је поријеклом из Мркоњић Града, а живи и ради у Београду. Стојичић је својим легатом обогатио књижни фонд Мркоњић Града, а народној библиотеци оставио 1573 књиге.
Поред овог легата, Народна библиотека Мркоњић Град посједује и легат доктора Мирослава Караулца.